# Vive la colo !
 (avril 2012).
Si vous disposez d'ouvrages ou d'articles de référence ou si vous connaissez des sites web de qualité traitant du thème abordé ici, merci de compléter l'article en donnant les références utiles à sa vérifiabilité et en les liant à la section « Notes et références ».
Pour les articles homonymes, voir Colo (homonymie).
Vive la colo ! est une série télévisée française créée par Didier Le Pêcheur et Dominique Ladoge, diffusée depuis le 16 avril 2012 sur TF1, HD1, en Belgique sur La Une et en Suisse sur RTS Un.
Elle est disponible en intégralité sur la plateforme MYTF1.

## Synopsis
Morgane Kemener, revient dans la colonie de vacances des Embruns, car son père Victor a été hospitalisé et il ne peut plus la diriger pour l’instant. Bien que l’intendante, Capucine aidée par les Monos ; Driss, Edgar, Thiphaine et Loïc (l’amour de jeunesse de Morgane), font tout pour contenir ces charmantes têtes blondes, il y règne un véritable chaos ! Alors Morgane accepte de diriger la colo pendant une semaine.

### Distribution

#### Moniteurs
- Virginie Hocq : Morgane Kemener, la directrice (saisons 1 et 2)
- Titoff : Loïc Varnet (saisons 1 et 2)
- Jean-Louis Foulquier : Victor Kemener (saisons 1 et 2)
- Julien Boisselier : Thomas Bonifaci (saisons 1 et 2)
- Charlotte de Turckheim (saison 1) puis Guilaine Londez (saison 2) : Capucine Kabik
- Raphaël Lenglet : Driss Barcena (saison 1)
- Mhamed Arezki : Edgar (saison 1, épisodes 1 et 6)
- Ophélie Bazillou : Tiphaine Colin (saison 1)
- Nicolas Woirion : Manu (saison 1)
- Catherine Jacob : Rosalie (saison 2, épisodes 1,2, 3 et 6)
- Luce : Luna (saison 2)
- Grégory Montel : Boris (saison 2)
- Côme Levin : Hugo (saison 2)
- Augustin Bonhomme : Jimmy (saison 2)

#### Colons
- Philippine de Fabry : Lou (saison 1)
- Marie Surget : Rachel (saison 1)
- Mehdi Sebbar : Joseph (saison 1)
- Nicolas Woirion : Manu (saison 1)
- Léonce Pruvost : Martin (saison 1)
- Cerise Bouvet : Samantha (saison 1)
- Sixtine Dutheil : Clara (saison 1)
- Lucie Aurejac : Fati (saison 1)
- Victor Ezenfis : Félix (saison 1)
- Baptiste Delas : Hugo (saison 1)
- Sami Outalbali : Sami (saison 1)
- Luna Lou : Lucie (saison 1)
- Baptiste Cosson : Ferdinand (saisons 1 et 2)
- Laura Meissat Hirel : Esther (saison 2)
- Cyril Mendy : Youssef (saison 2)
- Fiorella Campanella : Lily (saison 2)
- Mathieu Torloting : Lucas (saison 2)
- Victor Le Blond : Clément (saison 2)
- Loreyna Colombo : Charlotte (saison 2)
- Juliette Bettencourt : Sixtine (saison 2)
- Rayane Bouchaala : Kais  (saison 2)
- Joshua Mazé : Mika (saison 2)
- Louvia Bachelier : Elvire (saison 2)
- Esther Valding : Océane (saison 2)
- Mattéo Ricci : Simon (saison 2)
- Sidwell Weber : Mona (saison 2)

#### Autres
- Julien Barbier : Philippe Kabik (saison 1)
- Pierre Laplace : Médecin de Victor (saison 1)
- Élodie Hesme : Laurence Bonifaci (saison 1)
- Samira Lachhab : Sofia (saison 2)
- Mathieu Delarive : Stéphane, le pédiatre (saison 2)
- Cécile Vangrieken : Florence (saison 2)

### Première saison (2012)
1. Le Débarquement
2. La Découverte
3. La Grande Randonnée
4. Les Olympiades
5. Petit Divorce entre amis
6. Ce n'est qu'un au revoir

### Deuxième saison (2013)
1. Vive les mariés
2. Western
3. Les Embruns du savoir
4. Very Bad Thomas
5. Ça roule
6. SOS colo

### Audiences
| Saison | Moyenne (en millions de téléspectateurs) |
| ------ | ---------------------------------------- |
| 1      | 6 275 000                                |
| 2      | 4 670 000                                |

## Coffrets DVD
Le 1er octobre 2013, sort en DVD l'intégrale de Vive la colo (saisons 1 et 2).